# Vara de Rey
Vara del Rey és un municipi de la província de Conca a la comunitat autònoma de Castella-La Manxa, Espanya. Té una area de 127,88 km² amb una població de 496 habitants.

## Història
La primera documentació que es te del municipi de Vara del Rey data del 1575 i correspon a un carta que havia enviat el Rei Felipe II al propi ajuntament. D'aquesta carta es reflexa que el poble havia caigut en mans dels àrabs i prèviament reconquerida.
Segons tots els indicis, el poble ja existia durant la invasió àrab que es va iniciar a Espanya l'any 711 (segle viii).
Hi ha indicis que podrien donar a entendre que en temps dels romans hi havia algun assentament humà. Però no s'ha pogut corroborar.
El poble va ser reconquerit als àrabs al voltant del 1180.
Al voltant dels segles xiii i xiv es va constituir un gran feu, el de Villena el qual va adquirir un poder considerable durant el segle xiv però va acabar en decadència i va passar a mans de la Corona espanyola després de la mort de Don Juan Manuel.
Després d'aquesta annexió Vara de Rey i San Clemente van passar a ser administrades per Villa de Alarcón durant dos segles. El dia 8 d'octubre de 1445, San Clemente es separa de Villa de Alarcon i adquireix el rang de vila. Aleshores el Rei Juan II i el príncep Enrique van atorgar a Marques de Villena el rang de "mayorazgo". Aquest fet va fer canviar la situació jurídica de Vara de Rey apartant-se així de la jurisdicció d'Alarcón i queda dins del marquesat de villena.
Vara del Rey va reclamar la autonomia administrativa i poder sobre tot el territori del municipi i demana que Sisante sigui annexionada. San Clemente a la vegada reclama la jurisdicció sobre Vara de Rey. Sent així administrat per San Clemente que passa a convertirse en centre economic, jurisdiccional i administratiu de la zona acumulant part del poder que havia tingut anteriorment Alarcón. Aquesta decisió no va ser acceptada pels veins de Vara del Rey, fet que va produir que es produïssin conflictes constants entre els veins d'ambdues localitats.
Aquesta situació es va mantenir durant gairebé un segle fins al 24 de març de 1547, quan Vara de Rei obté per part del Emperador Carlos V el rang de vila.

## Demografia
| 1996 | 1998 | 2000 | 2002 | 2004 | 2006 | 2008 | 2010 | 2012 | 2014 |
| ---- | ---- | ---- | ---- | ---- | ---- | ---- | ---- | ---- | ---- |
| 751  | -    | -    | 645  | 637  | 622  | 628  | 631  | 611  | 577  |

| 2016 | 2018 | 2020 | 2022 | 2024 | 2026 | 2028 | 2030 | 2032 | 2034 |
| ---- | ---- | ---- | ---- | ---- | ---- | ---- | ---- | ---- | ---- |
| 556  | 501  | 496  | 460  | 470  | -    | -    | -    | -    | -    |